# حال‌گرایی (فلسفه)
حال‌گرایی یا اصالت حال این دیدگاه است که نه آینده و نه گذشته وجود ندارند. در برخی از نسخه‌های حال‌گرایی، این دیدگاه به اشیاء یا ایده‌های بی‌زمان (مانند اعداد) بسط داده می‌شود. براساس حال‌گرایی، حوادث و موجوداتی که کاملاً گذشته یا کاملاً آینده باشند اصلاً وجود ندارند. حال‌گرایی با ابدیت‌گرایی و نظریه عالم در حال رشد زمان که معتقدند که رویدادهای گذشته، مانند نبرد ملازگرد، و موجودات گذشته، مانند بوکفالوساسب جنگی اسکندر کبیر، واقعاً وجود دارند، اگر چه نه در زمان حال. ابدیت‌گرایی به رویدادهای آینده نیز بسط می‌یابد.